# Anime Network
Anime Network fue un subsidiario de A.D. Vision, Inc. (empresa matriz de ADV Films), y un servicio de difusión por cable y satélite digital en Norteamérica dedicada al anime. La disponibilidad de sus títulos abarcaba también Latinoamérica y Reino Unido.
En un inicio la red proveía la distribución de diferentes animes a través de diferentes compañías TV de paga o por suscripción en Norteamérica, por medio de un servicio de Vídeo Bajo Demanda (VOD), así como también por medio de un canal de televisión que transmitía las 24 horas, los 7 días de la semana desde el año 2004 (misma que cerro en el año 2008). Posteriormente el servicio fue ampliado a través de su propia página web para la vista en vídeo de su línea de títulos completa y parte de ellos simultáneamente de haberse emitido a unas horas de haberse emitido originalmente en Japón, también por medio de pago, ofreciendo una opción gratuita limitada para vistas previas de determinados episodios o capítulos.
Posteriormente tras el cierre y término de operaciones de su corporación matriz, en 1 de septiembre de 2009, la empresa fue adquirida por Valkyrie Media Partners, continuando normalmente sus operaciones y reteniendo la mayoría de las propiedades, licencias y personal de A.D. Vision.
Actualmente la empresa ha suspendido definitivamente su comercialización en línea de su catálogo y cedido oficialmente en una operación de activos de la compañía los derechos de emisión en la Internet de su catálogo de títulos a HIDIVE, LLC. para su propio servicio de streaming de pago HIDIVE. Manteniendo únicamente su servicio de vídeo bajo demanda y ante la expectativa de rumores sobre su posible cierre o término de operaciones.

## Historia
La empresa matriz A.D. Vision, Inc. se formó en 17 de agosto de 1992, con el fin de distribuir diferentes títulos y licencias relacionados al anime en formato físico. Con el paso de los años fue diversificando sus negocios en diferentes ámbitos a través de diferentes subsidiarias así como también la asociación con otras compañías fue dando alcance.
La red Anime Network se puso en marcha en América del Norte a finales de 2002 como en su mayoría subcanales digitales de televisión de anime y se comercializa a operadores de sistema múltiple (MSOs), el servicio de programación estaba disponible por medio de vídeo bajo demanda (VOD) libre (limitado) y por suscripción. Para el año 2004, el servicio bajo demanda logró posicionarse como una de las redes emergentes más populares en aquellos años para el público adulto y adolescentes, según la Beta Research Cable Subscriber Study en un estudio comprendido a edades de 18 a 34 años como base en el mercado.
Posteriormente, el 30 de junio de 2004, el servicio de la red se expandió a través de un canal de televisión lineal siendo la primera en su tipo de emitir animaciones japonesas las 24/7 (24 días, 7 días a la semana) en los Estados Unidos.
A finales del año 2007 el servicio empezó a proporciona la transmisión en línea de su anime para América del Norte y América Latina a través de su sitio web con vistas previas de los episodios gratuitos de larga duración para los no miembros, más episodios para los miembros, y todos los títulos en línea disponibles para los suscriptores. El servicio empezó a proporcionar una decena de títulos con únicamente tres episodios para ver por cada una, con el incremento gradual en cada semana de más títulos y episodios; sin embargo, esta modalidad de emisiones estaría disponible hasta inicios del año 2008, cuando varios títulos fueron retirados de su servicio en línea sin aviso alguno. También la emisión de su red lineal cesó el 1 de enero de 2008; sin embargo, siguió apoyando su servicio de VOD y el jugador en línea en su sitio web. El motivo de la retirada del mencionado canal fue debido a que en años anteriores las compañías de TV de paga requerían de un servicio VOD complementada con una señal tradicional de televisión, pero debido a bajos índices de audiencia de la misma decidieron al final quedar únicamente con el servicio bajo demanda como una opción más viable.
El 1 de septiembre de 2009, A.D. Vision había vendido a Anime Network a Valkyrie Media Partners LLC como parte de la disolución de la sociedad y la reorganización de sus activos.
En 6 de junio de 2017, Section23 Films, una de las compañías que se formó después del cierre y venta de propiedades de A.D Vision, anunció que suspendería el servicio de transmisión en línea de Anime Network Online y se concentraría únicamente en los servicios de televisión por cable y suscripción de video on demand (SVOD) de Anime Network. El 20 de junio de ese mismo año Anime Network, Inc. anuncio la compra del dominio de Anime Network Online. Esta operación quedaría existente a partir 19 de agosto de 2017 con la suspensión definitiva de su servicio de transmisión en línea. El destino de los títulos y derechos de emisión de la página web fueron transferidos a la compañía HIDIVE, LLC., quien adquirió los activos de Anime Network Online (no confundir con el nombre del dominio) para su servicio de streaming llamado HIDIVE, una página de emisión de anime por suscripción existente desde 2016. Durante este proceso la página de Anime Network solo muestra el comunicado sobre su venta y haciendo la invitación de mudarse al nuevo servicio, ofreciendo una tarifa especial de pago a todos aquellos que eran usuarios de ese servicio y que habrían pagado una tarifa de cuota anual que no habría caducado tras el cierre.

## Disponibilidad y distribución
A la hora de su lanzamiento, la Anime Network sólo estaba disponible por vídeo bajo demanda a los suscriptores de Comcast en el área de Filadelfia, con 1,2 millones de clientes y con más proveedores eligiendo la manera de llevar el servicio más adelante. El servicio lineal fue lanzado el 30 de junio de 2004 para complementar el servicio de VOD. Comcast Communications llevó previamente el canal de vídeo a la carta desde su lanzamiento. El 29 de mayo de 2009, Comcast suspendió el servicio de transmisión, tanto en su paquete libre como en su paquete de televisión digital de pago por visión, sin embargo, se incluyen periódicamente entre los Top Picks de Comcast Xfinity.

### Servicio lineal las 24/7
A partir del 30 de junio de 2004 y hasta el 4 de enero de 2008, Anime Network ofreció un canal las 24/7 disponible para los proveedores de cable y satélite. El servicio sólo se llevó por pequeñas empresas de cable. El 4 de enero de 2008, Anime Network anunció oficialmente que el servicio las 24/7 cesaría sus operaciones. La red seguirá funcionando como un proveedor de vídeo bajo demanda.

### Vídeo bajo demanda
El contenido de la Anime Network se distribuye a través de vídeo bajo demanda en dos formatos.
| Tipo                     | Abreviación         | Información del contenido | Nota/s |
| ------------------------ | ------------------- | --- | --- |
| Gratis bajo demanda      | VOD gratis          | Hasta 18 episodios por semana. El contenido está sin editar, no financiado por la publicidad. | Disponible para clientes de DirecTV, Time Warner Cable, Bright House Networks y Buckeye CableSystem. Los proveedores que ofrecen "suscripción bajo demanda" pueden hacer que el paquete "gratis bajo demanda" este a disposición de todos sus clientes. |
| Suscripción bajo demanda | VOD por suscripción | Hasta 45 horas, el contenido no está editado. Suscripción bajo demanda suscriptores también reciben nuevos estrenos, espectáculos y contenido exclusivo no está disponible para los clientes con el paquete "gratis bajo demanda". | Es llevado a seis de los diez proveedores de cable de la nación y varias compañías de cable más pequeñas. Proveedores como Cox, Suddenlink y Insight También distribuirá el paquete "gratis bajo demanda" a todos sus clientes. Algunos proveedores como Charter, Mediacom y Shaw Digital TV sólo harán disponible el paquete de "suscripción bajo demanda". Dish Network conlleva un pago por visión basado en "suscripción bajo demanda" en su servicio en línea de DISH. |

Sony anuncio en el E3 2010 que la PlayStation Network comenzaría a llevar la Anime Network.

### Proveedores
La siguiente es una lista seleccionada de proveedores que distribuyen a Anime Network. Una lista más completa se puede encontrar en su página web Horarios de vídeo bajo demanda:
| Proveedor                 | Cable/Satélite     | Formato                        | Nota/s |  |
| ------------------------- | ------------------ | ------------------------------ | --- |  |
| Bright House Networks     | Cable              | VOD gratis                     | |  |
| Cablevision               | Cable              | VOD por suscripción            | |  |
| Cogeco                    | Cable              | VOD por suscripción/VOD gratis | Proveedor de cable canadiense. |  |
| Cox                       | Cable              | VOD por suscripción/VOD gratis | |  |
| DirecTV                   | Satellite          | VOD gratis en el canal 1889    | Los clientes deben tener su propio acceso de banda ancha, como cable-módem o ADSL. Requiere una adecuada DVR (HR20...HR24 or R22). Ya no tiene anuncios y contenido esta sin editar. |  |
| Rogers Communications     | Cable              | VOD por suscripción/VOD gratis | Proveedor de cable canadiense. |  |
| Shaw Digital TV           | Cable              | VOD por suscripción            | Proveedor de cable canadiense. |  |
| Suddenlink Communications | Cable              | VOD por suscripción/VOD gratis | Sucripción bajo demanda en el canal 995, gratis bajo demanda en el canal 996. |  |
| Time Warner Cable         | Cable              | VOD gratis                     | |  |
| Wave Broadband            | Cable/Fibra óptica | VOD gratis                     | Wave era conocido previamente como Charter (y reemplaza a "Carta") en algunas partes de América del Norte (por ejemplo, West Sacramento, Washington y Oregón). Requiere un DVR adecuado, los anuncios y la edición actualmente desconocidos. Se ha quitado del listado de vídeo bajo demanda para el Condado de Solano. |  |
| Charter Communications    | Cable/Fibra óptica | VOD por suscripción/VOD gratis | |  |

## Anime Network (Reino Unido)
El 3 de junio de 2007, Anime Network fue lanzado en el Reino Unido como un bloque de programación en el canal por satélite Propeller TV. Fue transmitido como un bloque de 2 horas con 4 diferentes series anime y salió al aire a partir de las 8:00pm hasta las 10:00pm, 7 días a la semana. El bloque fue retirado de la programación el 1 de enero de 2008.